# Jack Carver
 (mai 2020).
Si vous disposez d'ouvrages ou d'articles de référence ou si vous connaissez des sites web de qualité traitant du thème abordé ici, merci de compléter l'article en donnant les références utiles à sa vérifiabilité et en les liant à la section « Notes et références ».
Pour les articles homonymes, voir Carver.
Jack Carver est le héros de la série de jeux vidéo de tir à la première personne Far Cry, Far Cry Instincts, Far Cry Instincts Evolution et du film Far Cry Warriors.

## Histoire
Jack Carver est né dans une famille pauvre avec un père violent, et s'engagera dans l'armée pour s'éloigner de sa famille. Au moment de Far Cry, Jack Carver est un ancien marine qui a été déchargé de ses fonctions pour avoir trempé dans un certain nombre d'affaires illégales. Il ouvre alors un magasin à Manhattan et se lance dans le trafic d'armes jusqu'à ce qu'un gang accomplisse un coup contre un ponte de la Mafia avec des armes fournies par Jack. En conséquence, la pègre met un prix sur sa tête et il est forcé de fuir les États-Unis pour s'installer aux États fédérés de Micronésie. Là-bas, il achète un bateau, surnommé le Lady Karma, mis aux enchères par le gouvernement après que les précédents propriétaires ont été tués par un requin, et se recycle dans une société de bateau en transportant des touristes par bac et pour le club de plongée du secteur.
C'est à ce moment-là qu'il est employé par une journaliste nommée Valérie Constantine (Cover) pour l'escorter sur un mystérieux archipel, qui fut occupé par les Japonais durant la Seconde Guerre mondiale, Jucatan. Jack accepte, non sans avoir demandé une caution. Mais avant que leur bateau n'atteigne l'île, il est détruit par un tir de roquette par une force armée qui occupe l'île. Échoué sur le rivage, Jack reste contacté par radio par un inconnu nommé Doyle qui semble en connaître un rayon sur l'île et ses occupants (qui se révèlera ensuite être un docteur). Alors que Jack part à la recherche de Valérie, qui a disparu depuis l'attaque du bateau, il découvre que de sombres recherches scientifiques sur la génétique sont menées sur l'île dans le but de créer une race de super-soldats par le biais d'un puissant mutagène.
Enlevé par les sbires du docteur Krieger, ancien médecin mégalomane et obsédé par l'évolution des êtres vivants, et se fait injecter un sérum expérimental.
Les deux paragraphes suivant sont deux histoires parallèles se déroulant en même temps
Dans Far Cry :
Sa peau arbore alors une teinte verdâtre. Il décide de partir à la recherche d'un antidote. Après de nombreuses péripéties, notamment des batailles contre des trigènes (singes ayant reçu le même sérum que lui), il parvient à se débarrasser du Dr Krieger et découvre que Doyle n'était qu'un traître. Ce dernier refusera de lui donner l'antidote mais Jack parviendra à l'assassiner, à lui prendre le seul et unique remède à son état et à quitter l'île en perdition. Néanmoins, Valérie ayant reçu le même sérum que lui, Jack décidera de la soigner, restant donc par la même occasion un mutant. Valérie ayant rassemblé des preuves sur les expériences de Krieger (le dossier "Project Far Cry" ; "Project Mutant" dans la version française visible lors de la cinématique de fin), on ignore néanmoins son sort et celui de Jack.
Dans Far Cry Instincts et Far Cry Instincts Evolution :
Sa peau change de couleur, lui donnant un aspect plus bronzé mais faisant ressortir ses veines et ses yeux prennent une couleur jaune / dorée, lui donnant donc un aspect plus bestial. Il développe progressivement des pouvoirs surhumains, semblables à ceux des félins, à savoir une vision nocturne et thermique, un puissant odorat lui permettant de traquer ses ennemis, une force et une agilité surhumaine, mais aussi la possibilité de guérir très rapidement. À la recherche d'un remède à son état, il croisera de nombreuses expériences ratées et cobayes du Dr Krieger. Après avoir tué Crowe, chef des mercenaires de l'île, il sera considéré par les cobayes comme étant le Nouvel Alpha (les cobayes se comportant comme des animaux, l'Alpha étant en réalité le plus puissant d'entre eux, donc le chef), ce qui les poussera à se rebeller contre Krieger, qui sera assassiné par eux. Finalement, Jack parvient à fuir l'île en perdition à bord d'un hélicoptère avec Doyle (qui n'est pas un traître dans cette version de l'histoire) et Val, qui lui donnent alors le vaccin.
Néanmoins, nous apprenons dans Far Cry Instincts Evolution que le sérum lui a été confisqué par les supérieurs de Doyle et que Jack a donc gardé ses pouvoirs. Ayant tout perdu (son bateau donc son gagne-pain au début de Far Cry / Far Cry Instincts), il s'est mis à écumer les bars jusqu'à ce qu'une jeune femme du nom de Kade le convainc de reprendre ses activités illégales, en l'occurrence, de la contrebande et du trafic. Malheureusement, les choses ne se déroulent pas comme prévu : le gouverneur de l'île, de passage à ce moment-là, se fait assassiner par un mystérieux groupe terroriste et Jack, accusé du crime, se retrouve avec une prime sur sa tête. Remontant progressivement la piste du meurtre, il découvre alors que le groupe, nommé "Semeru", est composé de surhommes comme lui, à la différence que ceux-là n'ont pas reçu de sérum mais ont obtenu leurs pouvoirs grâce à un ancien rite indigène dont Krieger s'est inspiré pour mettre au point son vaccin. Le groupe considérant Jack comme étant un usurpateur et un hérétique, ils tenteront à plusieurs reprises de lui mettre de bâtons dans les roues mais surtout de le tuer. Jack retrouvera également Doyle, qui l'aidera à prouver son innocence. Malheureusement, Doyle sera gravement blessé, puis kidnappé et assassiné par le chef de Semeru. Jack retrouvera alors ce dans une ancienne forteresse chinoise en montagne puis parviendra à le vaincre en l'affaiblissant à l'arme à feux et en l'empalant sur un rocher pointu. Jack retrouvera alors Kade juste après, puis quittera les lieux. Son sort actuel est inconnu. On peut néanmoins supposer qu'il recommencera une nouvelle vie, seul ou avec Kade.
Dans le film Far Cry : Jack (interprété par Til Schweiger) est un ancien militaire ayant décidé de se reconvertir dans le transport de touristes pour fuir son passé. Il sera par la suite contacté par Val, une journaliste dont l'oncle, Max Cardinal (un ami de Jack et son ancien compagnon d'arme), travaille sur une mystérieuse île où ont lieu d'horribles expériences visant à créer le soldat parfait. D'abord réticent, Jack accepte de la conduire lorsqu'elle augmente la prime. Le bateau de Jack est rapidement détruit à l'approche de l'île et il doit se cacher avec Val sur l'île. Après une chute dans de l'eau glaciale, ils doivent alors se réfugier dans un chalet abandonné pour ne pas mourir d'hypothermie. Jack et Val passent la nuit ensemble. Le lendemain, elle est enlevée et Jack se déguise en soldat pour aller la libérer. Il rencontre alors Emilio, un cuisinier qui est chargé d'approvisionner l'île. Démasqué par la suite, Jack est amené au laboratoire de Krieger, un scientifique passionné de biologie et de peinture à l'huile, qui a déjà transformé Max en soldat-mutant. Avant de mourir, ce dernier sauve Jack, Val et Emilio qui quittent l'île envahie de mutants avec le bateau personnel de Krieger (en laissant ce dernier derrière eux). Par la suite, Jack recommence le transport de touriste et engage Emilio comme cuisinier personnel. Val vient alors lui rendre visite pour le remercier mais Jack, tombé amoureux d'elle (ses sentiments semblent réciproques), tente de la retenir.

## Personnalité
Jack est un personnage cynique et antipathique : il n'hésite pas à se moquer des autres, notamment par le sarcasme. Il sait néanmoins faire preuve de sérieux et de sang-froid en toutes circonstances. Ayant appris de ses erreurs passées, il fait constamment preuve de prudence et cherche impérativement à éviter les ennuis qui le rattraperont malgré lui. Il semblerait que le sérum du Dr Krieger ait influencé son comportement : Jack deviendra impulsif et quelque peu violent, voire amoral. Cependant, il a gardé un côté humain : il veille constamment sur la sécurité de Kade, lui pardonnera sa trahison (le chef du groupe "Semeru" la forcera à poignarder Jack avec une dague sacrée, ayant pour effet d'annuler ses pouvoirs) et vengera la mort de Doyle dans Far Cry Instincts Evolution, qu'il respectait malgré leurs nombreux différends et divergences de point de vue. Cependant, dans Far Cry où Doyle est un traître, il n'hésite pas à l'abattre froidement lorsque ce dernier refusera de lui donner l'antidote. Il n'est pas sans  rappeler par son caractère le héros de la série de films Die Hard, John McClane.

## Apparitions
- Far Cry
- Far Cry Instincts
- Far Cry Instincts: Evolution
- Far Cry (film)
- Far Cry Vengeance